# Брайън Клъф
Брайън Хауърд Клъф (на английски: Brian Howard Clough) е бивш английски футболист, роден на 21 март 1935 г. в Мидълзбро, починал на 20 септември 2004 г. Като футболист блести с невероятната си успеваемост – 251 гола в 274 мача, а като треньор с успехите си в Дарби Каунти, с който става шампион на Англия и шампион на Втора английска дивизия, и Нотингам Форест, с който става шампион на Англия, четирикратен носител на Купата на лигата на Англия и двукратен носител на КЕШ (в две поредни години). Триумфът на Клъф в КЕШ с отбор, който не е сред големите имена в Европа, се счита за едно от най-големите постижения в историята на футбола. Клъф е Офицер на Ордена на Британската империя и член на Английската футболна зала на славата от основаването ѝ през 2002 г. Той е харизматичен и прям и често се забърква в скандали. За него се говори, че е най-великият английски треньор, който никога не е водил националния тим на страната. През 2007 г. в-к Таймс го нарежда на седмо място в класацията си за най-добрите футболни треньори за всички времена.

## Детство и личен живот
Брайън е шестото от деветте деца на Джоузеф, работник в магазин за сладкарски изделия, по-късно производител на такива, и Сара Клъф. Бащата е фен на местния отбор Мидълзбро и оттам идва любовта на момчето към футбола. През 1946 г. Брайън се проваля на изпита 11+ (изпит за единадесетгодишни деца в края на началното образование, според който се избира средното училище) и продължава обучението си в Реална гимназия Мартон Гроув (в този тип училища учат децата, чиито резултати на изпита не са сред най-добрите 25%). По-късно в своята автобиография той казва, че е занемарил учението в полза на спорта. През 1950 г. Брайън напуска училище и започва да работи в бранша на химическата промишленост за Империъл Кемикъл Индъстрийс (Imperial Chemical Industries, ICI) в Билингам. Между 1953 и 1955 г. той отбива военната си служба в Кралските военновъздушни сили – първо близо до Манчестър, а после в Уочет.
| „ | Всичко, което съм направил, всичко, което съм постигнал, всичко, което е направлявало и влияело на живота ми освен пиенето се корени в детството ми. Обожавах детството си във всичките му аспекти. Ако има някой, който трябва да е признателен за възпитането си, за майка си и баща си, то това съм аз. Аз бях детето, което израстна в малко късче от рая. | “ |

На 4 април 1959 г. Клъф се жени за Барбара Глазгоу. Раждат им се три деца – Саймън (1964), Найджъл (1966) и Елизабет (1967). Найджъл Клъф тръгва по стъпките на баща си и става професионален футболист – първо под негово ръководство в Нотингам Форест, а по-късно в Ливърпул, Манчестър Сити и др. След това Найджъл става треньор и през януари 2009 г. поема Дарби Каунти – отборът, в който Брайън оставя незаличима следа.
Брайън Клъф е социалист по убеждение и често се присъединява към протестите на стачкуващи миньори и дарява пари на профсъюзи. Лейбъристката партия на два пъти му предлага да се кандидатира за депутат, но той отказва, за да може да продължи да се занимава с футбол.
След пенсионирането си през 1993 г. Клъф се отдава на битката с алкохолизма, от който страда от 70-те години. През януари 2003 г. претърпява неотложна трансплантация на черния дроб, защото неговият е увреден от алкохола и има рак, а без операцията лекарите му дават само две седмици живот. Операцията „откупува“ нови двадесет месеца живот. Клъф умира на 20 септември 2004 г. в болница в Дарби от рак на стомаха. Поради огромния интерес поклонението, състояло се ден по-късно и на което присъстват над 14 000 души, е преместено от катедралата в Дарби на стадиона на Дарби Каунти Прайд Парк.
Репутацията на Брайън на човек, който не премълчава нищо се потвърждава и от колонката му в списание ЧетириЧетириДве, която той списва до смъртта си.

## Кариера като футболист
Клъф играе за отборите на Билингам Синтония и Грейт Бротън, преди да се присъедини към Мидълзбро през ноември 1951 г., когато подписва договор като аматьор. След като отбива военната си служба, той се връща в отбора и през 1955 г. подписва първия си професионален договор. Дебютира на 17 септември същата година срещу Барнзли и отбелязва първия си гол на 8 октомври срещу Лестър Сити. Отначало за него е трудно да се пребори за титулярното място в намиращия се по това време във Втора английска дивизия отбор. През сезон 1956/1957 г. обаче той приковава вниманието на всички, вкарвайки 40 гола в 44 мача за първенство и ФА Къп. По време на престоя си в Мидълзбро отбелязва 197 гола в 213 мача за първенство, 5 в 8 мача за ФА Къп и 2 в 1 мач за Карлинг Къп, или общо 204 гола в 222 срещи.
През юли 1961 г. той преминава в Съндърланд за рекордните за клуба 48 000 паунда. Дебютира през август срещу Уолсол. На 26 декември 1962 г. Клъф се контузва тежко след сблъсък с вратаря на Бери Крис Харкър. Диагнозата е скъсани кръстни връзки на коляното – по това време такава тежка контузия обикновено означава край на кариерата. Брайън пропуска остатъка на сезона и целия следващ, преди да се завърне на терена през 1964 г. Междувременно Съндърланд печели промоция в Първа английска дивизия. Дългият възстановителен период обаче не води до желания резултат – Клъф дебютира в най-високото ниво на английския футбол, но успява да изиграе още само три мача, преди да прекрати кариерата си. Последният си гол отбелязва срещу Лийдс на 5 септември 1964 г., а общият брой попадения за този отбор са 63 в 74 мача – 54/61 за първенство, 0/4 за ФА Къп и 9/9 за Карлинг Къп.
През октомври 1965 г. се състои бенефисният мач на Брайън Клъф, в който Нюкасъл побеждава Съндърланд с 6:2, а Брайън вкарва гол от дузпа.
За националния отбор Клъф записва само два мача срещу Уелс на 17 октомври и Швеция на 28 октомври 1959 г., без да отбележи гол. Освен това има три мача и един гол за младежкия и един мач и един гол за Б отбора на страната.
| „ | Аз съм най-добрият нападател в страната и един от най-добрите в историята на футбола. | “ |

## Кариера като треньор
Успехите на Клъф успяват да променят мнението на медиите, които в началото на треньорската му кариера го наричат „арогантен“, „груб“, „противоречив“, „вятърничав“ и „надут“, докато накрая се спират на „най-добрия в професията“. Първите определения са оправдани от язвителните коментари на Клъф срещу директорите на Английската футболна асоциация, шефовете на отборите, колеги треньори като Мат Бъзби, Алф Рамзи и Дон Реви, футболисти като Били Бремнър, Норман Хънтър, Питър Лоримър и Ян Томашевски. Клъф печели славата си на твърд, но честен треньор, който настоява играчите му да играят чисто и да не спорят със съдиите. Освен това не търпи глупави въпроси от страна на пресата и настоява всички да го наричат Шефе или Мистър Клъф и дори глобява футболист на Хартлипул, който го нарича Брайън. Този респект обаче не е едностранен – Клъф не само изисква уважението на играчите, но по думите на много от подопечените си самият той също ги уважава. Брайън Клъф също така настоява играчите му да бъдат професионалисти и да изглеждат добре извън и на терена с елегантни прически и шикозни костюми, както и със загащени фланелки и вдигнати чорапи по време на мач. Като треньор на Брайтън & Хоув Албиън първите му думи към рекордната нова покупка Иън Мелър са „Къде ти е вратовръзката?“, а може би най-емблематичен е разговорът му с Тони Удкок от Нотингам Форест, който е решил да си пусне брада. На въпроса какво е това на лицето му, Удкок отговаря, че иска да бъде различен и веднага е репликиран от Клъф: „Синко, опитай се да вкараш хеттрик в неделя, за да бъдеш различен.“ Коренно различни и странни са методите му на работа те обаче са ефективни и помагат на играчите да се отпуснат. Гари Бъртълс, бивш играч на Нотингам заявява, че „Нотингам бе единственият отбор, в който можеше да бъдеш глобен, ако пропуснеш запиването в петък вечер.“, не са тайна и посещението на отбора на нощен клуб в Амстердам преди полуфинала за КЕШ срещу Аякс през 1980 г. и думите на Клъф към играчите вечерта преди финала за Купата на лигата срещу Саутхемптън година по-рано: „В тази стая има храна и пиячка – пийте и яжте колкото искате.“ Седмица преди финала за КЕШ, където Нотингам побеждава Хамбургер ШФ, Клъф води отбора на остров Майорка и казва на играчите да наблегнат на слънцето и бирата.
| „ | Аз определено не съм най-добрият мениджър в бизнеса, но със сигурност съм в топ 1. | “ |

| „ | Сигурен съм, че шефовете мислеха, че аз ще искам да водя парада ако ме назначат за треньор на националния отбор. Да не ме назначат беше умно решение от тяхна страна, защото щях да направя точно това, от което се опасяваха. | “ |

### Хартлипул Юнайтед
През октомври 1965 г. Брайън Клъф поема отбора на Хартлипул Юнайтед, който по това време е в четвърта дивизия. Клъф е едва на 30 години и е най-младият треньор в лигата. Без да сподели това с президента на отбора той назначава за свой помощник Питър Тейлър, бивш съотборник в Мидълзбро. През първия сезон отборът завършва на осемнадесета позиция, а следващия – десет места по-нагоре. През 1967 г. идва офертата от Дарби Каунти и Клъф и дясната му ръка Тейлър приемат новото предизвикателство, въпреки интереса и от страна на Астън Вила и първодивизионния Уест Бромич.

### Дарби Каунти
По това време Дарби Каунти се намира в дъното на Втора английска дивизия. Отборът не е играл в най-висшото ниво на английския футбол от почти петнадесет години, а най-големият успех в историята му е спечеленият финал за ФА Къп през 1946 г. Затова и никой не очаква успехите, които предстоят на отбора от Източен Мидландс. През първия си сезон начело на Дарби Каунти Клъф и Тейлър не успяват да постигнат нищо особено. Отборът обаче е почти изцяло променен от играчите, които заварва, Клъф запазва едва четирима – Кевин Хектър, Алан Дърбан, Рон Уебстър и Колин Бълтън, а останалите единадесет са освободени от Клъф. Същата съдба сполетява и секретаря на отбора, главния скаут, човекът, който се грижи за тревното покритие, както и жените, които носят чая, само защото ги е чул да се смеят след загуба на Дарби. Привлечени са дванадесет нови играчи, сред които Рой Макфарланд, Джон О'Хеър, Джон Макгавърн, Алан Хинтън, Дейв Маккай и Уили Карлин.
Още следващия сезон Дарби Каунти печели първенството на Втора английска дивизия и промоция за елита. Завръщането на отбора в Първа Английска дивизия през сезон 1969/1970 е повече от триумфално. Сезонът започва добре, като Дарби остава най-дълго в сравнение с другите отбори без поражение. През септември 1969 г. Дарби Каунти надиграва Тотнъм с 5:0 - това е 22-рият пореден мач на отбора без загуба, рекорд, неподобрен и до днес от отбора. По-късно няколко загуби ги връщат на земята, но след привличането на защитника Тери Хенеси за 100 000 паунда завършекът на първенството е подобен на началото осем победи и четири равенства в последните дванадесет срещи. В крайна сметка отборът завършва на четвърта позиция (най-добро класиране от 1949 г. насам), която дава право на участие в турнира за Купата на УЕФА, но финансови неуредици водят до наказание от дисциплинарната комисия и Дарби е лишен от насладата на първото си участие в евротурнирите.
Реакцията на Клъф е типична за него – през януари 1971 г. урежда най-скъпия трансфер в историята на отбора без знанието на президента Сам Лонгсън – закупен е Колин Тод от Съндърланд за 170 000 паунда. Сезонът е по-слаб за Дарби и отборът финишира на девето място.
През сезон 1971/1972 Брайън Клъф извежда отбора до първата шампионска титла в историята му. Въпреки липсата на двама основни играчи – Дейв Маккай става играещ треньор на Суиндън Таун, а Рой Макфарлънд боледува от грип – в първите дванадесет срещи Дарби Каунти няма поражение и се намира на трета позиция. Около Нова Година обаче отборът се смъква до петото място. В последния си мач овните побеждават Ливърпул и заемат първата позиция, но първенството още не е решено, защото следващата седмица предстоят да бъдат изиграни още две срещи – Лийдс Юнайтед се нуждае от равенство срещу Уулвърхямптън, а Ливърпул от победа срещу Арсенал, за да изпреварят Дарби Каунти. След последния си мач, Питър Тейлър води играчите на почивка на Майорка, а Брайън Клъф отива със семейството и родителите си на Островите Сили. Там те научават, че са спечелили шампионската титла – Лийдс губи, а Ливърпул завършва наравно. Любопитно е, че Клъф е можело и да се размине с този успех през април 1972 г. се договаря с шефовете на Ковънтри Сити той и Питър Тейлър да поемат отбора, като треньорът трябва да съобщи за решението си на Сам Лонгсън ден след мача на Дарби с Кристъл Палас, но вместо това той моли босовете на Ковънтри за отсрочка от една-две седмици, но в крайна сметка до смяна на отбора не се стига.
Въпреки успеха, противоречията между Клъф и президента Лонгсън се задълбочават. През август 1972 г. треньорът настоява семейството му да го придружи на турнето на отбора в Холандия и Западна Германия. Лонгсън заявява, че това не е ваканция, а част от работата и Клъф отказва да замине, прехвърляйки задълженията си на Питър Тейлър. По-късно същия месец Брайън купува Дейвид Ниш от Лестър Сити за 225 000 паунда, счупвайки британския трансферен рекорд. Това отново се случва без знанието на ръководството и един от директорите – Джак Къркланд забранява на Клъф и Тейлър да правят подобни скъпи трансфери. На 3 септември Клъф напада феновете на отбора. Той ги нарича срамна сбирщина и ги обвинява, че започват да скандират само в края на мача, когато отборът води в резултата и иска да ги чуе да пеят и подкрепят Дарби и когато изостава. Лонгсън се извинява на запалянковците и заявява, че той и бордът на директорите се дистанцират от думите на треньора, а разривът между двамата вече е неизбежен. В чисто футболно отношение Дарби Каунти не успява да защити титлата, завършвайки на седмо място, но блести на маждународната сцена играе полуфинал за КЕШ. В първия кръг е отстранен Железничар (Сараево) с общ резултат 4:1 (2:0 и 2:1), във втория пада скалпът на гранда Бенфика (3:0 и 0:0). Любопитна подробност от победата с 3:0 като домакин е, че теренът е подгизнал. Стенли Роуз, президент на ФИФА, не може да проумее и пита как това е възможно по средата на сушав период, но Брайън Клъф има готов отговор в Дарби често се случва времето да се различава драстично в различните части на града, така че Роуз вероятно е пропуснал пороя, докато е бил в хотела си. Истината обаче е друга – треньорът обича да полива сам терена, без да уведомява отговорника по поддръжката, а вечерта преди мача заспива, след като е пуснал водата и така вместо предвидените 20 минути напояването продължава цяла нощ. На четвъртфинала Дарби Каунти надделява над Спартак (Търнава) (0:1 и 2:0), за да се стигне до полуфинала срещу Ювентус. Първият мач в Торино е спечелен от италианците с 3:1, а реваншът завършва наравно – 0:0. След първата среща Клъф отново се забърква в скандал. Той казва на италианските журналисти „Не говоря с мошеници. Няма да говоря с лъжливи копелета.“ Провокиран е от отсъжданията на германския съдия Герхард Шуленбург, а по-късно изразява съмнение в куража на италианците по време на Втората световна война. Реферът дава пресилени жълти картони на двама от основните играчи на Дарби, Рой Макфарланд и Арчи Джемъл, които заради натрупани картони пропускат реванша, а преди мача Хелмут Халер, играч на Ювентус и сънародник на Шуленберг, е забелязан да влиза в съдийската стая и да говори с него на излизане от съблекалните след почивката.
Брайън Клъф продължава с несъгласуваните си с Лонгсън прояви. На 5 август 1973 г. той пише статия във вестник Съндей Експрес, в която остро критикува отбора на Лийдс за грубата им игра и многото получени картони, заявявайки, че треньорът Дон Реви трябва да бъде наказан, а Лийдс изпратен във Втора дивизия. По отношение на това, че Футболната асоциация глобява Лийдс с 3000 паунда, а по-късно отменя глобата, Клъф пише: „Хората, които управляват футбола, проиграха най-хубавата възможност с един замах да прочистят спорта. Проблемът на дисциплинарната комисия е, че хората, които определят наказанията, са служебни лица на отборите и може да има конфликт на интереси.“ Няколко дни по-късно Клъф е обвинен в уронване на престижа на спорта, но след напускането му на отбора обвиненията са снети. През септември същата година Брайън Клъф отново без знанието на Лонгсън отива в Уест Хям, за да преговаря за Боби Мур (офертата му е 400 000 паунда) и Тревър Брукинг. Треньорът на чуковете Рон Грийнуд съобщава на колегата си, че тези футболисти не се продават, но все пак ще предаде офертата на шефовете си. В крайна сметка до сделка не се стига, а Лонгсън разбира за своеволието на Клъф съвсем случайно в разговор със секретаря на Уест Хям четири месеца по-късно. На 11 октомври на среща на борда на директорите Лонгсън предлага Клъф и Тейлър да бъдат уволнени, но не събира достатъчно подкрепа. Два дни по-късно той обвинява Клъф, че е показал неприличен жест на Мат Бъзби и настоява той да му се извини, но треньорът отказва, отричайки да е правил такова нещо. Малко преди това Лонгсън настоява Клъф на преустанови телевизионните си изяви и писането на статии.
На 15 октомври Клъф и Тейлър подават оставка, като това е реакцията на Клъф по отношение на забраната за изяви в медиите. Вестник Ивнинг Телеграф определя това като най-големият шок, разтърсил града след финансовата криза в Ролс-Ройс. Феновете на Дарби Каунти са бесни и искат оставките на членовете на борда на директорите и настояват за връщането на треньорското дуо. Играчите също искат Клъф и Тейлър да се върнат и на тайна среща на 22 октомври пишат писмо до борда на директорите с искането си, има предложение да започнат стачка и дори да напуснат страната. След отрицателния отговор те правят седящ протест на стадиона, преди да бъдат разгонени от полицията. В крайна сметка обаче месец по-късно те обявяват подкрепата си за новия треньор и техен бивш съотборник Дейв Маккай. Кампанията на феновете Върнете Клъф, подкрепена от известни местни личности, продължава до Коледа, но в крайна сметка не дава резултат.

### Брайтън & Хоув Албиън
В началото на ноември 1973 г. Клъф и Тейлър подписват с третодивизионния Брайтън & Хоув Албиън. Президентът на отбора Майк Бамбър заявява, че това е най-щастливият ден в живота му и скоро отборът му ще бъде сила във футбола, но очакванията му не се оправдават. Брайтън & Хоув Албиън завършва на 19-о място, Клъф печели едва 12 от 32 мача, а най-големите поражения са домакинските загуби с 0:4 от аматьорския Уолтън & Хършъм в мач за ФА Къп и с 2:8 от Бристъл Роувърс. По време на престоя си в този отбор, Клъф получава оферта да води Иран с обещание за изключително висока заплата, но той не я приема. Девет месеца след като поема Брайтън & Хоув Албиън, Брайън Клъф напуска, за да застане начело на Лийдс. Наследява го Питър Тейлър и за първи път от 1965 г. двамата спират да работят като тандем.

### Лийдс
На 30 юли 1974 г. Клъф е назначен за треньор на Лийдс, заемайки мястото на Дон Реви, който поема английския национален отбор. Още от самото начало е ясно, че на Брайън Клъф никак няма да му е лесно, защото много пъти дотогава той открито е критикувал Дон Реви – любимец на играчите на Лийдс, голяма част от самите играчи, феновете, както и стила на игра, практикуван от отбора. Той обаче не прави и никакъв опит да се хареса на играчите в първите си думи пред тях заявява, че дотогава са играли нечестно:
| „ | Господа, първото нещо, което можете да направите за мен е да изхвърлите на боклука всичките си медали и купи, защото никога не сте печелили по честен начин. Печелили сте чрез измами. | “ |

Докато под ръководството на Реви играчите се чувстват като едно голямо семейство, при Клъф тази атмосфера липсва. В допълнение те не одобряват методите му на работа, сравнявайки ги с тези на Реви. Новият треньор докарва в отбора двама свои любимци – Джон Макгавърн и Джон О'Хеър, а освен това се опитва да купи Колин Тод и Питър Шилтън, които да заемат титулярните места на дългогодишните играчи на Лийдс Норман Хънтър и Дейвид Харви – новини, които играчите научават от медиите, а не от него. Впоследствие самият Клъф казва, че се е „опитал за минути да промени неща, за чиито промени са необходими години“, възглед, споделян и от някои от играчите на Лийдс.
Лийдс е настоящият шампион, но стартът на шампионата е най-слабият от 15 години насам – една победа и две равенства в първите шест мача. Все пак трябва да се спомене, че отборът на Лийдс е отслабен заради множество контузии и шестседмичното наказание на капитана Били Бремнър, който се сбива с Кевин Кийгън по време на мача за Чарити Шийлд срещу Ливърпул. Окончателна роля за уволнението на Клъф изиграва домакинското равенство с третодивизионния Хъдърсфийлд Таун за Купата на лигата (1:1), след което играчите и ръководството на отбора, без Клъф, имат среща, а на следващия ден идва и новината за уволнението. Клъф остава на поста едва 44 дни и се превръща в най-неуспешния треньор на Лийдс с една победа от шест мача. Той получава неустойка от 98.000 паунда.
| „                            | Това е ужасен ден... За Лийдс Юнайтед. | “ |
| Клъф по повод уволнението си |                                        |   |

### Нотингам Форест
На 6 януари 1975 г. Клъф започва работа в Нотингам Форест, който по това време се намира на тринадесето място във Втора английска дивизия. Дебютът му е при победата с 1:0 над Тотнъм в третия кръг на ФА Къп. Клъф започва да дава по-малко интервюта по телевизията, а коментарите му стават по-малко хапливи. Нотингам финишира на осмо място и в началото на следващия сезон Брайън кани в отбора Питър Тейлър, който начело на Брайтън & Хоув Албиън за малко се разминава с промоция във Втора дивизия. Още през сезон 1976/1977 - първия от подновеното им сътрудничество двамата извеждат отбора до третото място и печелят промоция в Първа английска дивизия. Успехите продължават и през следващия сезон Нотингам става шампион със седем точки преднина пред Ливърпул и печели Купата на лигата след 1:0 при преиграването отново срещу Ливърпул, а Клъф получава наградата за Треньор на годината. С втората си шампионска титла той става едва вторият треньор в историята на английския футбол след Хърбърт Чапман, който става шампион с два различни отбора. Клъф допуска противниковият отбор да владее по-дълго топката и залага на стабилна защита. Налага опростен стил на игра, бърза и с множество къси пасове той не харесва и избягва високите дълги подавания, защото
| „ | Ако Господ смяташе да ни кара да играем футбол в небесата, нямаше да слага трева на терена, а на небето. | “ |

Сезон 1978/1979 отново е успешен за Нотингам Форест. Отборът остава на второ място в класирането след Ливърпул, но печели купата на Лигата (3:2 срещу Саутхемптън) и най-ценното отличие в европейския футбол – Купата на европейските шампиони след 1:0 срещу шведския Малмьо. По пътя до финала са отстранени Ливърпул (2:0 и 0:0), АЕК (Атина) (2:1 и 5:1), Грасхопер (4:1 и 1:1) и Кьолн (3:3 и 1:0). „Спринтът“ класиране в първа лига – шампион – еврошампион е безпрецедентен и след Нотнигам не е повторен от друг европейски отбор. Между 26 ноември 1977 г. и 9 декември 1978 г. Нотингам Форест записва цели 42 поредни мача без загуба, рекорд, подобрен от Арсенал през 2003 – 2004 г. (49 мача). Клъф е в основата на нов британски трансферен рекорд на 9 февруари 1979 г. е закупен нападателят на Бирмингам Сити Тревър Франсис за един милион паунда. Всъщност точната сума е 999.999 паунда такова е желанието на Клъф, за да не „размътва кръглата сума от един милион главата на играча“, но с данъците надвишава 1,1 милиона. Именно той отбелязва победното попадение срещу Малмьо.
| „                           | Мачът не беше кой знае какво, но те си бяха скучен отбор, ония от Малмьо. Всъщност шведите са доста скучна нация. Ние обаче бихме, така че на кого му пука! | “ |
| Клъф след мача срещу Малмьо | |   |

Следващият сезон е по-малко успешен на домашната сцена – пето място в шампионата и трети пореден, този път загубен финал за Купата на лигата (0:1 срещу Уулвърхямптън), но отборът отново доминира в Европа. За втора поредна година е спечелена КЕШ, постижението е един в днешни дни практически неподобряем рекорд – Нотингам Форест е единственият клуб, който е бил шампион на Европа повече пъти, отколкото на собствената си страна. Англичаните побеждават шведския Йостерш ИФ (2:0, 1:1), румънския Арджеш (Питещ) (2:0, 2:1), Динамо (Берлин) (0:1, 3:1) и Аякс (2:0, 0:1), преди да надделеят на финала и над Хамбургер с 1:0. Интересното в случая е, че за Клъф двете последователни Купи на европейските шампиони са по-маловажни от поредицата от 42 мача без загуба.
Златните години на Нотингам Форест обаче отминават и идват девет години без спечелен трофей. Опитът за спечелване на трета поредна КЕШ е спрян още в зародиш – в първия кръг отборът на ЦСКА (София) печели две победи с по 1:0 с голове на Цветан Йончев и Ружин Керимов. В първенството отборът завършва предимно в средата на класирането, като само два пъти стига до третото място. През месец май 1982 г. Питър Тейлър се пенсионира, но шест месеца по-късно застава начело на Дарби Каунти. За известно време през сезон 1988/1989 Нотингам Форест се бори за постигане на требъл, но успява да спечели само Купата на лигата (3:1 срещу Лутън Таун), докато завършва на трето място в шампионата и отпада на полуфиналите за ФА Къп. След четвъртфиналния двубой с Куинс Парк Рейнджърс за Купата на лигата, спечелен с 5:2, в радостта си фенове на отбора нахлуват на терена. Клъф удря трима от тях, но той се радва на такава почит сред запалянковците, че двама от ударените по-късно публично му се извиняват за постъпката си и го целуват. За деянието си Клъф е наказан да не води отбора си от тъчлинията до края на сезона.
Между 1990 и 1992 г. Нотингам Форест постига последните си големи успехи – това са и последните успехи в кариерата на Брайън Клъф. Първо е спечелена Купата на лигата след 1:0 срещу Олдъм Атлетик (което го прави най-успешния треньор в този турнир), а през следващите две години отборът губи на финала за ФА Къп (1:2 срещу Тотнъм) и Купата на лигата (0:1 срещу Манчестър Юнайтед). Сезон 1992/1993 е осемнадесетият, последен сезон на Клъф в Нотингам Форест. Напускането на основни играчи като Теди Шерингам и Дез Уокър, тежките контузии на капитана Стюарт Пиърс и Нийл Уеб, както и слуховете за засилващ се алкохолизъм на треньора допринасят за слабото представяне на отбора в новосформираната Висша лига и почти цял сезон той прекарва в дъното на таблицата. На 26 април 1993 г., дни преди загубата от Шефилд Юнайтед, която праща Нотингам в по-долна дивизия, Брайън Клъф обявява, че след края на сезона ще се пенсионира. Това решение не е взето под натиск от страна на борда на директорите, напротив при промяна на решението той би получил подкрепа от шефовете.
През октомври 1995 г. Клъф обмисля възможността да стане треньор на Уулвърхямптън след оставката на Греъм Тейлър, но до подновяване на кариерата му като треньор не се стига.
Брайън Клъф на два пъти се разминава с поста на треньор на националния отбор на Англия, въпреки че и в двата случая е популярният избор и има подкрепата на голяма част от феновете през 1977 г., когато назначението получава Рон Грийнуд, и през 1990 г., когато е предпочетен Греъм Тейлър. През 1987 г. получава предложение да поеме Уелс, оставайки и на поста в Нотингам, но клубните шефове не му разрешават да носи две дини под една мишница. Същата година има анкета сред водещите треньори в английския футбол дали Клъф е бил или все още е достоен да бъде треньор на английските национали – 79% от запитаните отговарят положително.

## Отношенията с Питър Тейлър
| „                                     | Тейлър е мозъкът, който подкрепя мускулите на Клъф. | “ |
| Журналистът от BBC Джонатан Стивънсън |                                                     |   |

| „                                                           | Не мога да постигам успехи като треньор без Питър Тейлър. Аз съм витрината, а той е стоката зад нея. | “ |
| Клъф за ролята на Тейлър в треньорския екип на Дарби Каунти | |   |

| „                            | Ние залепнахме един за друг, допълвахме се отлично. Моята сила бе да открия и купя правилния играч, а умението на Клъф да работи с хората изграждаше играчите до съвършенство. | “ |
| Тейлър за работата си с Клъф | |   |

| „                                                                                | Те бяха перфектните братя. Когато Питър видя Брайън на тренировъчното игрище и започна да го словослови, на Брайън стана пределно ясно, че това е човек, с когото ще може да работи. | “ |
| Журналистът Дънкан Хамилтън, автор на книгата за Клъф Provided You Don't Kiss Me | |   |

Клъф и Тейлър са приятели още от времето, когато двамата играят в отбора на Мидълзбро. Партньорството им се пренася и на треньорската скамейка, като противоположните характери на двамата се допълват прекрасно и тази спойка допринася за незабравимите успехи на Дарби Каунти и Нотингам Форест. Докато Клъф е сприхав и безпощаден към играчите, Тейлър ги глези, опознава ги, намира начин да ги накара да разкрият пълния си потенциал; способността му да открива нови таланти и тактическата му проницателност изграждат основите, които позволяват на Клъф да прави онова, което умее най-добре – да вдъхновява футболистите си да играят на ръба на възможностите си чрез коктейл от страх и преданост. Приятелството им се пропуква през 1980 г., когато Тейлър публикува автобиографията си With Clough by Taylor, в която разказва за работата си с Клъф, без знанието на Клъф за тази книга. Окончателният разрив настъпва на 21 май 1983 г., когато Тейлър, вече старши треньор на Дарби Каунти, привлича играча на Нотингам Джон Робъртсън, без да каже и дума на Клъф. Брайън атакува Питър с думите
| „ | Почти всеки ден се разминаваме на А52 на път за работа. Ако колата му се развали и го видя да ми маха, за да го взема на стоп, аз няма да спра, а ще го прегазя. | “ |

Двамата не си проговарят до смъртта на Тейлър през 1990 г., но според журналиста Дънкан Хамилтън е имало шанс отношенията да бъдат изгладени след мач между Дарби и Нотингам Клъф отива в офиса на Тейлър, но него го няма. След неочакваната смърт на Тейлър и невъзможността да се сдобрят, Клъф започва да пие повече от преди. През 1994 г. Брайън посвещава автобиографичната си книга на своя приятел.

## В знак на почит
| „            | Хората използват думата „легенда“ за щяло и нещяло, но Брайън Клъф е истинска легенда на английския футбол и ще бъде запомнен завинаги заради успехите си. | “ |
| Арсен Венгер | |   |

През 1990 г. Брайън Клъф получава почетна докторска степен в специалността Master of Arts от Нотингамския университет. Година по-късно става Офицер на Ордена на Британската империя, с което получава правото да носи инициалите ОВЕ след името си, които в типичен свой стил той тълкува като Old Big 'Ead (Стара Голяма Глава). През 1993 г. получава титлата Freedom of Nottingham, а десет години по-късно и Freedom of Darby (титла, връчвана на уважавани членове на англоезични градове, допринесли по някакъв начин за доброто име на града). Още приживе, през 1999 г., Нотингам Форест почита успехите на Клъф начело на отбора като преименува най-голямата трибуна на стадион Сити Граунд на Трибуна Брайън Клъф. Травмай №215 от откритата през 2004 г. нотингамската трамвайна мрежа Нотингам Експрес Транзит е кръстен Брайън Клъф след гласуване на слушателите на радио TransFM. През август 2005 г. участъкът от път А52, свързващ Дарби и Нотингам е кръстен Брайън Клъф Уей. На 16 май 2007 г. в Албърт Парк, Мидълзбро е открита бронзова статуя на Брайън, направена с пари, събрани от дарения; тя представлява младия Брайън Клъф, минавайки през парка на път за тренировка на стария стадион на Мидълзбро, Ейърсъм Парк. На 31 юли 2007 г. е изигран благотворителен приятелски мач между отборите на Дарби Каунти и Нотингам Форест. Оттогава е поставена традиция победителят в мач между тези два отбора, било той за първенство, купа или приятелски, да получава Купата Брайън Клъф. На 6 ноември 2008 г. е открита друга бронзова статуя, в центъра на Нотингам, също финансирана посредством кампания, като за 18 месеца са събрани 70 000 паунда.

## „Проклетият Лийдс Юнайтед“
През 2006 г. е публикувана книгата „Проклетият Лийдс Юнайтед“ на Дейвид Пийс. В нея от гледната точка на треньора се разказва за неуспешните 44 дни начело на Лийдс, като този разказ се прекъсва от моменти от успешния период начело на Дарби Каунти. Авторът определя книгата като „фикция базирана на факти“, в която са примесени художествена измислица, слухове и факти. Романът е приет добре от критиката, но семейството на Клъф не е доволно, защото треньорът е представен в отрицателна светлина. Джони Джайлс, играч на Лийдс, успява да осъди издателите, защото „много от споменатите неща никога не са се случвали“. Голяма част от останалите протагонисти вече не са между живите и не могат да изкажат своята гледна точка – самият Клъф, Питър Тейлър, Дон Реви, Били Бремнър и др.
През март 2009 г. се състои премиерата на едноименния филм с Майкъл Шийн в ролята на Клъф. Той също е приет добре от критика и публика, но и той като книгата съдържа фактически грешки, спортният журналист от BBC Пат Мърфи преброява 17 такива. Така например неприязънта на Клъф към Дон Реви е представена като резултат на презрително отношение на Реви, който не поздравява Клъф след мач за купата между Дарби Каунти и Лийдс. Това обаче най-вероятно не отговаря на истината, защото синът на Реви смята, че това не отговаря на характера на баща му, а самият Клъф не споменава тази случка в мемоарите си. Загубата от Ювентус за КЕШ е представена като резултат на липсата на много титуляри на Дарби Каунти, умишлено контузени в мач срещу Лийдс пет дни преди сблъсъка с Ювентус. Това води до разрив в отношенията между Клъф и президента на Дарби, защото треньорът, воден от егото си да победи Лийдс на всяка цена, не иска да послуша Сам Лонгсън да пусне резервите, за да запази силите на най-добрите си играчи. В интерес на истината обаче мачът за първенство преди полуфинала за КЕШ е срещу Арсенал, а срещу Ювентус Дарби Каунти излиза с почти всички титуляри.

## Успехи като треньор
Дарби Каунти
- Първа английска дивизия:
  - Шампион: 1972
- Втора английска дивизия:
  - Шампион: 1969
- Купа на европейските шампиони:
  - Полуфиналист: 1973
- Тексако Къп:
  - Носител: 1972
- Уотни Къп:
  - Носител: 1970

 Лийдс
- Чарити Шийлд:
  - Финалист: 1974

 Нотингам Форест
- Първа английска дивизия:
  - Шампион: 1978
  - Вицешампион: 1979
- ФА Къп:
  - Финалист: 1991
- Купа на лигата:
  - Носител: 1978, 1979, 1989, 1990
  - Финалист: 1980, 1992
- Фул Мембърс Къп:
  - Носител: 1989, 1992
- Чарити Шийлд:
  - Носител: 1978
- Купа на европейските шампиони:
  - Носител: 1979, 1980
- Суперкупа на УЕФА:
  - Носител: 1979
  - Финалист: 1980
- Междуконтинентална купа:
  - Финалист: 1980

## Статистика

### Като футболист
| Отбор      | Сезон     | Първенство | Първенство | ФА Къп | ФА Къп | Купа на лигата | Купа на лигата | Общо   | Общо   |
| Отбор      | Сезон     | Мачове     | Голове     | Мачове | Голове | Мачове         | Голове         | Мачове | Голове |
| ---------- | --------- | ---------- | ---------- | ------ | ------ | -------------- | -------------- | ------ | ------ |
| Мидълзбро  | 1955/1956 | 9          | 3          | -      | -      | -              | -              | 9      | 3      |
| Мидълзбро  | 1956/1957 | 41         | 38         | 3      | 2      | -              | -              | 44     | 40     |
| Мидълзбро  | 1957/1958 | 40         | 40         | 2      | 2      | -              | -              | 42     | 42     |
| Мидълзбро  | 1958/1959 | 42         | 43         | 1      | 0      | -              | -              | 43     | 43     |
| Мидълзбро  | 1959/1960 | 41         | 39         | 1      | 1      | -              | -              | 42     | 40     |
| Мидълзбро  | 1960/1961 | 40         | 34         | 1      | 0      | 1              | 2              | 42     | 36     |
| Мидълзбро  | Общо      | 213        | 197        | 8      | 5      | 1              | 2              | 222    | 204    |
| Съндърланд | 1961/1962 | 34         | 29         | 4      | 0      | 5              | 5              | 43     | 34     |
| Съндърланд | 1962/1963 | 24         | 24         | -      | -      | 4              | 4              | 28     | 28     |
| Съндърланд | 1963/1964 | -          | -          | -      | -      | -              | -              | -      | -      |
| Съндърланд | 1964/1965 | 3          | 1          | -      | -      | -              | -              | 3      | 1      |
| Съндърланд | Общо      | 61         | 54         | 4      | 0      | 9              | 9              | 74     | 63     |
| Общо       | Общо      | 274        | 251        | 12     | 5      | 10             | 11             | 296    | 267    |

### Като треньор
| Отбор                 | Години                          | Мачове | Мачове | Мачове | Мачове | Мачове |
| Отбор                 | Години                          | М      | П      | Р      | З      | П %    |
| --------------------- | ------------------------------- | ------ | ------ | ------ | ------ | ------ |
| Хартлипул Юнайтед     | 1 октомври 1965 – 1 май 1967    | 84     | 35     | 13     | 36     | 41,67  |
| Дарби Каунти          | 1 юни 1967 – 15 октомври 1973   | 289    | 135    | 70     | 84     | 46,71  |
| Брайтън & Хоув Албиън | 1 ноември 1973 – 30 юли 1974    | 32     | 12     | 8      | 12     | 37,50  |
| Лийдс                 | 30 юли 1974 – 12 септември 1974 | 7      | 1      | 3      | 3      | 14,29  |
| Нотингам Форест       | 6 януари 1975 – 8 май 1993      | 907    | 411    | 246    | 250    | 45,31  |
| Общо                  | Общо                            | 1319   | 594    | 340    | 385    | 45,03  |